# ЯТБ-1
ЯТБ-1 — радянський довоєнний тролейбус, що випускався на Ярославському автомобільному заводі (зараз ЯМЗ) у 1936—1937 роках. Випущено понад 250 тролейбусів даної моделі. Порівняно з серією перших радянських тролейбусів ЛК, що випускалися раніше, ЯТБ був серйозно модернізованою і просунутою машиною, принаймні, на той час у Радянському Союзі. Назва ЯТБ є абревіатурою від Ярославський ТролейБус. Є один музейний екземпляр цієї довоєнної моделі, що був відреставрований на початку 2000-х років і навіть є ходовою машиною.

## Історія

### Першовідкривач ЛК
15 листопада 1933 року Москвою проїхав перший тролейбус. Ця машина носила назву ЛК-1, що розшифровувалося як Лазар Каганович, що був тоді першим секретарем ЦК ВКП(б) і ініціатором відкриття тролейбусної мережі у місті Москва. Загальна компоновка ЛК була розроблена Науковим автотранспортним інститутом, електрообладнання було розроблене заводом «Динамо»; кузов — Завод імені Сталіна (зараз[коли?] — ЗІЛ). ЛК мав шасі від автобуса Я-6 з дерев'яною несною рамою і дерев'яним каркасом з металевою обшивкою. Тролейбуси ЛК випускалися у 1933—1936 роках, у одиничному екземплярі виготовлено тривісний ЛК-3, усі інші були модернізованими версіями ЛК-1. ЛК мали двоє механічних дверей.
Однак, усе, що тільки розвивається, має і свої недоліки. У ЛК таких недоліків вистачало: у нього не було пневматичних гальм (з швидкості близько 20 км/год доводилося гальмувати механічним гальмом), не було склоочисників, а також опалення, гідропідсилювача керма. Тим не менше, такі тролейбуси возили людей. До того ж, якість конструкції загалом була низькою. Дерев'яні конструкції не були довговічними, і кузов «розхитувався» за лічені роки. Тому машини усувалися від експлуатації та списувалися вже у 4—5 річному віці, рідко більшому. У 1937 році тролейбус ЛК потрапив у аварію, впавши у річку, у якій загинули пасажири; тому незабаром ці машини були усунені від експлуатації.

### Історія ЯТБ
Перший ЯТБ-1 виготовлено 26 липня 1936 року на ЯАЗі. Машина мала чимало переваг порівняно з ЛК-1 — дві автоматичні і досить широкі двері з пневмоприводом, склоочисники з пневмоприводом, опалення (6 електричних опалювачів), зручніший салон, і навіть сітки для багажу. Знижено рівень підлоги, що дозволило зробити лише одну сходинку при вході до салону. Детальніше про це в описі моделі. Однак у ЯТБ-1 була також дерев'яна рама і дерев'яний каркас, а такі матеріали не передбачали довговічності конструкції (ЯТБ-1 зазвичай служили до 10 років, хоч після капітальних ремонтів могли проїздити ще кілька років).
При збірці ЯТБ-1 відсоток ручної праці становив більш як 75 %, і дерева не жаліли, тому перші машини виходили важкуватими, а повна конструктивна маса 9-метрового тролейбуса становила близько 13 тонн. Однак з модернізацією вузлів та агрегатів тролейбуса, а також заміною деяких дерев'яних елементів конструкції на металеві, тролейбуси стали «худнути». Вже у 1937 році Ярославський автомобільний завод припиняє випуск ЯТБ-1 і починає випуск ЯТБ-2, що мав ряд удосконалень порівняно з ЯТБ-1, наприклад блок з пуско-гальмівними реостатами перенесено під підлогу з метою захисту від атмосферних опадів. Також у ЯТБ-2 з'являється перегородка кабіни водія.
ЯТБ-2 випускався з листопада 1937 по 1938 рік. Зовні це був той же ЯТБ-1, тільки трішки коротший, і мав деякі технічні вдосконалення. ЯТБ-2 ще «схуд» більш як на півтонни. Коли Москва отримала виписані з Англії тролейбуси фірми English Electric Company, один з яких був двохповерховим, Ярославський завод у 1938 створив двохповерховий тролейбус на базі даблдекера EEC, що мав назву ЯТБ-3. Це була тривісна машина з електродвигуном потужністю 74 кіловати. Однак вони не пішли у серійне виробництво, бо як показав досвід експлуатації, двохповерхові машини не підходили Москві. У 1938 запущений у серійне виробництво ЯТБ-4, що ще «схуд», та мав напівметалевий кузов, на ньому була застосована вдосконалена черв'ячна головна передача і новий компресор та ряд інших технічних вдосконалень. Однак у 1940 Ярославський автозавод припинив виробництво тролейбусів.

### Доля

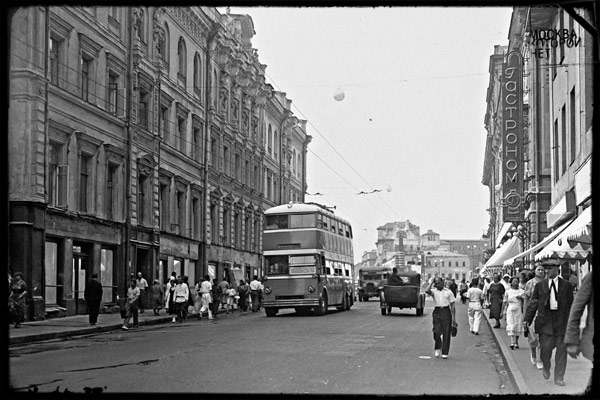
«Даблдекер» ЯТБ-3

Тролейбуси ЯТБ-1 експлуатувалися виключно у Радянському Союзі, де і пережили війну. Під час війни, деякі тролейбуси були евакуйовані, а деякі загинули під час війни. Недовговічна конструкція не дозволяла їм працювати довгий строк (усередньому вони працювали близько 10 років, хоча бувало і більше); а у 1940-х запущений у виробництво МТБ-82 з суцільнометалевим кузовом, надійніший за ЯТБ-1, хоча разом з тим, і він мав чимало недоліків. Тому деякі машини списувалися після надходження нового рухомого складу.
У процесі капітальних ремонтів, ЯТБ-1 нерідко міняли дерев'яний дах на металевий а також вдосконалювали електрообладнання та гальмівну систему. Також у 1940-х деякі машини переобладнувалися у вантажно-технічні тролейбуси. Останні ЯТБ-1 списано у кінці 1950-х років. Однак сараї та складські приміщення з кузовів автобусів та тролейбусів були не рідкістю у той час. Були такі і з ЯТБ-1, деякі навіть знаходилися на територіях тролейбусних депо. Одну машину у 1970-х роках відреставрували для участі у кінофільмах, і під час зйомок одного з них тролейбус згорів. Один кузов ЯТБ-1, знайдений у Ленінградській області у 1990-х роках, відреставрували, і тролейбус є зараз[коли?] є ходовим і бере участь у парадах музейної техніки. Тролейбусові надали той самий номер №44, який він мав ще у 1936 році. Відреставрований ЯТБ-1 знаходиться у музеї електротранспорту у місті Санкт-Петербург.

### Експлуатація
ЯТБ-1 не експортувалися за кордон і працювали в межах Радянського Союзу. Найбільше таких було в Ленінграді (~130 шт.) і Москві (~ 120 шт.). В одиничних екземплярах вони працювали і в інших містах РРФСР. Були ці машини і в УРСР — такі їздили в Києві та Донецьку. У 1947 році ЯТБ-1 відкривали тролейбусний рух у місті Рига, скорше за все, це були вживані тролейбуси. Загалом їх випущено понад 250 штук.

## Опис
Передню вісь, колеса та ступиці коліс, рульовий механізм у ЯТБ був узятий від вантажівки ЯГ-4. Кузов тролейбуса ЯТБ-1, як і у його попередника ЛК був дерев'яним. Несівна рама тролейбуса була зклепана з дерев'яних швелерів, цікаво, що на рамі було вибито «1936». Рама була основним несівним елементом конструкції — до неї кріпився кузов та усі вузли та агрегати. Каркас кузова був також виконаний з дерева, і лише обшивка передка, задка і боковин була сталевою, скріплювалися листи сталі за допомогою заклепок. Зрозуміло, що така конструкція не була довговічною, тому ЯТБ-1 не «жили» довго, як правило, близько 10 років. Як на свої розміри (довжина ЯТБ становила зовсім небагато — лише 9,32 метри), тролейбус видався досить важким (перші екземпляри важили по 9,5 тонн), то з часом ЯТБ-1 стали «худнути». Зовні ЯТБ мав більш обтічну форму ніж ЛК, який був «квадратним». Цікава деталь, що бампери тролейбуса були дуже міцними — вони могли легко витримати людину, і навіть не одну. ЯТБ мав дві округлі фари, маленьке лобове скло. Рейсовказівник, як правило, складався з 3 частинок (зустрічалися і інші), у ЯТБ-2 вже з'являється підсвітка рейсовказівника. Також особливістю ЯТБ-1 були випуклі колісні арки.
Тяговий двигун тролейбуса розміщувався під підлогою салону у колісній базі та був зміщений вліво. ЯТБ-1 обладнувався тим самим ТЕД, що і ЛК-1 — ДТБ-60 виробництва московського заводу Динамо, постійного струму, він мав потужність у 60 кіловат. Система керування тяговим двигуном була реостатно-контакторна неавтоматична, з приводом від педалі. Блок з пускогальмівними реостатами розмістився на дасі тролейбуса, звідки він був перенесений під підлогу у ЯТБ-2. Ці реостати обмежують силу струму, що проходить через обмотки електродвигуна, і таким чином регулюють частоту обертання ротора електродвигуна, крутний момент, що розвивається ним, та відповідно швидкість, яку розвиває тролейбус. Контакторна панель розміщувалася на передку тролейбуса. Гальмівна система є двоступінчатою — спершу вступає у дію електрогальмо, догальмовується пневмогальмом.
Гальмівні механізми — барабанного типу. Для утримання тролейбуса нерухомо на місці застосовується ручне гальмо, що діє на гальмівні механізми заднього ведучого моста. Головна передача тролейбуса — черв'ячна (зубчато-гвинтова передача з черв'яком (гвинтом) і черв'ячним колесом (зубчастим колесом)), що відзначалася у ЛК-1 ненадійністю та шумністю. Хоча на ЯТБ вона була покращена, та все ж була також ненадійною. Для функціонування пневматичного гальма, склоочисників з пневмоприводом та системи відкриття дверей застосовано компресор, що приводиться у дію від електромотора.
Тролейбус мав двоє автоматичних дверей з пневмоприводом, у колісній базі, зміщені до переднього колеса, і у задньому звісі. Вони були достатньо широкими як на той час (73 сантиметри); знижено рівень підлоги у салоні, що дозволило зробити лише одну сходинку у салоні, щоправда досить велику. Взагалі, тролейбус був розрахований здебільшого на сидячих; було встановлено 34 сидіння з чотирирядним плануванням і ще 21 пасажир міг їхати стоячи. Стеля салону втім була невисока, і вікна були малими. Для вентиляції у салоні вікна було зроблено опускними, а у салоні встановлювалися 6 електричних опалювачів. Були навіть сітки для багажу.
Перегородки водія у тролейбусі не було, вона з'явилася у ЯТБ-2. А ось місце водія і набір приладів були дуже простими. Кран відкриття дверей розташовувався ліворуч від водія. Підсилювача рульового керування не було, хоча рульове керування у ЯТБ було не дуже важким.

## Технічні характеристики
- Довжина, мм : 9320
- Ширина, мм : 2500
- Висота, мм : 2725
- База, мм : 5400
- Споряджена маса, кг : 9500 (у пізніх екземплярах важив менше)
- Повна маса, кг: ~13000
- Колісна формула: 4×2
- Ведучий міст: задній
- Головна передача: черв'ячна
- Місць для сидіння, чол: 34
- Повна місткість, чол: 55
- Двигун: ДТБ-60
- Потужність, кіловат: 60
- Робоча напруга, Вольт: 550
- Максимальна швидкість, км/год : 50
- Гальмівна система: електродинамічна+пневматична, механічна